# Szana Sándor
Szana Sándor, született Silbermann Sándor (Temesvár, 1868. augusztus 18. – Budapest, 1926. május 3.) magyar gyermekgyógyász, igazgató-főorvos, udvari tanácsos.

## Élete
Szana (Silbermann) Rezső és Fahn Janka gyermekeként született. 1900-ban szülővárosában megalapította a Fehér Kereszt gyermekvédő egyesületet. Az egyesület néhány éven belül lelencházat, szülőintézetet, gyermekpoliklinikát hozott létre. Megindította az első gyermekgondozói tanfolyamot. 1909-től 1921-ig a budapesti állami gyermekmenhely igazgatója volt. 1898-ban Unsere Gesundheit címmel havi folyóiratot indított Temesvárt. Dolgozatai bel- és külföldi orvosi lapokban is megjelentek.

## Családja
Felesége Basch Etelka (1877–1945) volt, Basch Dávid és Mannheim Malvina lánya. Bátyja Szana Zsigmond (1870–1929) bankigazgató, nagybátyja Szana Zsigmond angol királyi konzul és a Temesvári Bank és Kereskedelmi Rt. vezérigazgatója volt.
Gyermekei:
- Szana András, dr.
- Szana Zsigmond (1896–1942)[6] bankigazgató. Felesége Friedmann Tessa volt.[7]
- Szana Erzsébet (1904–?). Férje Gordon (Fried) Géza cégvezető volt.[8]
- Szana Rezső

## Főbb művei
- A vér hatása a fertőző anyagokra (Budapest, 1892)
- Kísérleti vizsgálatok a szappanok antiszeptikus hatásáról (Budapest, 1892)
- Dajkaságba adott gyermek ellenőrzésének rendezései (Temesvár, 1901)
- Vizsgálat a csecsemők közellátásáról (Temesvár, 1906., Gyermekvédelmi dolgozatok 4. sz.)
- Az elhagyott csecsemők magyar állami védelmének rendszere és eredményei (Budapest, 1911)
- Die Bewertung der Säuglingssterblichkeitsziffern (Berlin, 1916)
- A gyermekkor közegészségügyeinek bajai (Budapest, 1917)